# Madog River
Madog River är ett vattendrag i Guam (USA).   Det ligger i kommunen Umatac, i den sydvästra delen av Guam, 22 km söder om huvudstaden Hagåtña. Den flyter samman med Laelae River och bildar  Umatac River strax innan utloppet i Umatac Bay.